# Houplin-Ancoisne
Houplin-Ancoisne là một xã của tỉnh Nord, thuộc vùng Hauts-de-France, miền bắc nước Pháp.